# U-Bahnhof Famagosta
Der U-Bahnhof Famagosta ist ein unterirdischer Bahnhof der U-Bahn Mailand. Er befindet sich in der Nähe der gleichnamigen Straße (viale Famagosta).

## Geschichte
Der U-Bahnhof Famagosta wurde am 1. November 1994 als südliche Endstation der Linie 2 eröffnet.
Am 17. März 2005 wurde die Linie um eine Station bis zum U-Bahnhof Abbiategrasso verlängert.
Am 20. Februar 2011 wurde eine Zweigstrecke bis Assago Milanofiori Forum eröffnet.

## Anbindung
| Linie | Verlauf |
| ----- | --- |
|       | Cologno Nord – Cologno Centro – Cologno Sud – Gessate – Cascina Antonietta – Gorgonzola – Villa Pompea – Bussero – Cassina de’ Pecchi – Villa Fiorita – Cernusco sul Naviglio – Cascina Burrona – Vimodrone – Cascina Gobba – Crescenzago – Cimiano – Udine – Lambrate FS – Piola – Loreto – Caiazzo – Centrale FS – Gioia – Garibaldi FS – Moscova – Lanza – Cadorna FN – Sant’Ambrogio – Sant’Agostino – Porta Genova FS – Romolo – Famagosta – Abbiategrasso – Assago Milanofiori Nord – Assago Milanofiori Forum |